# Chakri-dynastie
De Chakri-dynastie is de huidige dynastie in Thailand. De koningen van deze dynastie zitten op de troon sinds 1782 toen de enige Thonburi-koning, Phaya Taksin, gek werd verklaard. De eerste 2 koningen regeerden onder hun eigen naam. Door koning Rama III zijn er daarna postuum regeernamen toebedeeld en weer later in de 20e eeuw is men begonnen om de naam Rama te gebruiken.

## Koningen
Er zijn tot nu toe tien koningen in deze dynastie:
| Naam      | Aanvang functie | Einde functie    |
| --------- | --------------- | ---------------- |
| Rama I    | 6 april 1782    | 7 september 1809 |
| Rama II   | 1809            | 21 juli 1824     |
| Rama III  | 1824            | 2 april 1851     |
| Rama IV   | 1851            | 1 oktober 1868   |
| Rama V    | 1 oktober 1868  | 23 oktober 1910  |
| Rama VI   | 2 december 1911 | 26 november 1925 |
| Rama VII  | 1925            | 2 maart 1935     |
| Rama VIII | 2 maart 1935    | 9 juni 1946      |
| Rama IX   | 9 juni 1946     | 13 oktober 2016  |
| Rama X    | 1 december 2016 |                  |

## Overige leden van de dynastie
- Ubol Rattana